# كومبيوسيرف (مزود خدمة إنترنت سابق)
شركة كومبيوسيرف (بالإنجليزية: CompuServe Information Service, Inc.)، (والمعروفة أيضًا باسمها الأولي سي آي إس أو سي إس آي لاحقًا) كانت شركة إنترنت أمريكية قدمت أول خدمة تجارية كبرى عبر الإنترنت. تم افتتاحه في عام 1969 كخدمة تقاسم الوقت والوصول عن بعد التي تم تسويقها للشركات. بعد مشروع ناجح في عام 1979 لبيع وقت ما بعد ساعات العمل غير المستغل إلى عملاء راديو شاك، تم فتح النظام للجمهور، تقريبًا في نفس الوقت الذي تم فيه فتح ذا سورس ‏.
اشترت شركة إتش آند آر بلوك ‏ الشركة في عام 1980 وبدأت في الإعلان عن الخدمة بشكل مكثف. سيطرت شركة كومبيوسيرف على الصناعة خلال الثمانينيات، حيث اشترت منافستها ذا سورس. كان أحد الاستخدامات الشائعة لكومبيوسيرف خلال الثمانينيات هو تبادل الملفات، وخاصة الصور. في عام 1985، استضافت واحدة من أقدم القصص المصورة على الإنترنت، الساحرات والغرز. قدمت شركة كومبيوسيرف تنسيقًا بسيطًا للصور بالأبيض والأسود يُعرف باسم RLE (ترميز الطول التشغيلي) لتوحيد الصور حتى يمكن مشاركتها بين أنواع مختلفة من أجهزة الكمبيوتر الدقيقة. مع تقديم أجهزة أكثر قوة تسمح بعرض الألوان، قدمت شركة كومبيوسيرف نسق الرسومات المتبادلة (GIF) الأكثر قدرة، والذي اخترعه ستيف ويلهايت. أصبح نسق الرسومات المتبادلة لاحقًا التنسيق الأكثر شيوعًا للصور ذات 8 بت التي يتم نقلها عبر الإنترنت خلال أوائل ومنتصف التسعينيات.
في ذروتها خلال أوائل التسعينيات، كان لدى سي آي إس نظام دردشة عبر الإنترنت ‏، ومنتديات رسائل لمجموعة متنوعة من المواضيع، ومكتبات برامج موسعة لمعظم أجهزة الكمبيوتر الشخصية، وسلسلة من الألعاب الشعبية عبر الإنترنت، بما في ذلك ميجا وورز 3 ‏ وجزيرة كيسماي ‏. في عام 1994، تم وصفها بأنها "أقدم خدمات المعلومات الثلاث الكبرى (الخدمات الأخرى هي بروديجي وأمريكا أون لاين)". ومع ذلك، فإن صعود الأنظمة الحديثة مثل إيه أو إل، فضلاً عن نظام الويب العالمي المفتوح، أدى إلى فقدانها لحصتها في السوق. في عام 1997، تم التوصل إلى صفقة معقدة مع شركة وورلدكوم ‏ بصفتها وسيطًا، مما أدى إلى بيع الشركة إلى شركة إيه أو إل. توقفت المنتجات الجديدة تحت العلامة التجارية الفرعية كومبيوسيرف في عام 2002، وتم إغلاق خدمة معلومات كومبيوسيرف الأصلية، والتي تمت إعادة تسميتها لاحقًا باسم كومبيوسيرف كلاسيك، في النهاية في عام 2009 بعد 30 عامًا.

## تاريخ الشركة وتطور الخدمة

### التأسيس
تأسست شركة كومبيوسيرف في عام 1969 تحت اسم شبكة كومبيوسيرف، المحدودة. في كولومبوس، أوهايو، كشركة تابعة لشركة جولدن يونايتد للتأمين على الحياة.
على الرغم من أن صهر مؤسس شركة جولدن يونايتد، هاري جارد الأب، جيفري ويلكينز يُنسب إليه على نطاق واسع باعتباره أول رئيس لشركة كومبيوسيرف، إلا أن أول رئيس لها كان في الواقع جون ر. جولتز. حل ويلكنز محل جولتز كرئيس تنفيذي خلال العام الأول من التشغيل. كان جولتز وويلكينز كلاهما طلاب دراسات عليا في الهندسة الكهربائية في جامعة أريزونا. ومن بين المجندين الأوائل الآخرين من نفس الجامعة ساندي تريفور (مخترع نظام الدردشة كومبيوسيرف محاكي سي بي ‏)، ودوج تشينوك، ولاري شيلي.
كانت أهداف الشركة ثنائية: توفير معالجة الكمبيوتر الداخلية لشركة جولدن يونايتد للتأمين على الحياة؛ والتطور كعمل تجاري مستقل في صناعة تقاسم الوقت باستخدام الكمبيوتر، من خلال تأجير الوقت على أجهزة الكمبيوتر متوسطة المدى ‏ بي دي بي-10 ‏ الخاصة بها أثناء ساعات العمل، بشكل أساسي للشركات الأخرى. تم بيعها كشركة منفصلة في عام 1975، وتم تداولها في بورصة ناسداك باستخدام الرمز سي إم بي يو.
وفي الوقت نفسه، قامت الشركة بتوظيف مسؤولين تنفيذيين قاموا بتغيير التركيز من تقديم خدمات تقاسم الوقت، والتي يقوم العملاء من خلالها بكتابة تطبيقاتهم الخاصة، إلى خدمة توفر برامج التطبيقات. وكان أول هؤلاء المديرين التنفيذيين الجدد هو روبرت تيلسون، الذي استقال من شركة مكتب الخدمة ‏ (التي كانت آنذاك شركة تابعة لشركة كونترول داتا، ولكنها تشكلت في الأصل كقسم من شركة آي بي إم) ليصبح نائب الرئيس التنفيذي للتسويق في شركة كومبيوسيرف. ثم قام بتجنيد تشارلز ماكول (الذي خلف جيف ويلكينز في منصب الرئيس التنفيذي، وأصبح فيما بعد الرئيس التنفيذي لشركة المعلومات الطبية إتش بي أو وشركاه)، وموري كوكس (الذي أصبح الرئيس التنفيذي بعد رحيل ماكول)، وروبرت ماسي (الذي خلف كوكس في منصب الرئيس التنفيذي).
في عام 1977، قام مجلس إدارة شركة كومبيوسيرف بتغيير اسم الشركة إلى كومبيوسيرف إنكوربوريتد. في عام 1979، بدأت "تقديم خدمة معلومات عبر الإنترنت عن طريق الاتصال الهاتفي للمستهلكين". في مايو 1980، عندما كان لدى شركة كومبيوسيرف أقل من 1000 مشترك في خدمة معلومات المستهلك، استحوذت شركة إتش آند آر بلوك على الشركة مقابل 25 مليون دولار، وفي غضون أربع سنوات زادت قاعدة مشتركيها إلى حوالي 110.000 مشترك.

### التكنولوجيا
كانت تقنية الاتصال الهاتفي الأصلية في عام 1969 بسيطة إلى حد ما—على سبيل المثال، كان رقم الهاتف المحلي في كليفلاند عبارة عن خط متصل بمضاعف تقسيم الوقت الذي كان متصلاً عبر خط مستأجر بمضاعف مماثل في كولومبوس والذي كان متصلاً بنظام مضيف لتقاسم الوقت. في عمليات الإنشاء المبكرة، كان كل خط ينتهي عند جهاز واحد من خدمة الاستضافة الخاصة بكومبيوسيرف، بحيث كان يتعين على المرء الاتصال بأرقام هواتف مختلفة للوصول إلى أجهزة كمبيوتر مختلفة.
وفي وقت لاحق، تم استبدال أجهزة الإرسال المتعددة المركزية في كولومبوس بأجهزة كمبيوتر صغيرة من طراز بي دي بي-8 ‏، وتم توصيل أجهزة بي دي بي-8 بجهاز كمبيوتر صغير من طراز دي إي سي بي دي بي-15 ‏ والذي كان يعمل كمفاتيح بحيث لا يتم ربط رقم الهاتف بمضيف وجهة معين. وأخيرا، في عام 1977، طورت شركة كومبيوسيرف شبكة تبديل الحزم الخاصة بها، والتي تم تنفيذها بواسطة أجهزة الكمبيوتر الصغيرة دي إي سي بي دي بي-11 ‏ التي تعمل كعقد شبكة تم تثبيتها في جميع أنحاء الولايات المتحدة (وفي وقت لاحق، في بلدان أخرى) وربطها ببعضها البعض. مع مرور الوقت، تطورت شبكة كومبيوسيرف إلى شبكة معقدة متعددة الطبقات تتضمن تقنيات وضع النقل غير المتزامن (ATM)، وترحيل الإطارات (FR)، وبروتوكول الإنترنت (IP)، و إكس.25.
في عام 1981، شرحت صحيفة التايمز تقنية كومبيوسيرف في جملة واحدة:

تقدم شركة كومبيوسيرف خدمة تشبه النص والفيديو تسمح لمستخدمي الكمبيوتر الشخصي باسترجاع البرامج من الكمبيوتر المركزي عبر خطوط الهاتف.

ووصفتهم صحيفة نيويورك تايمز بأنهم "الأكثر دولية بين الشركات الثلاث الكبرى" ولاحظت أنه "يمكن الوصول إليهم من خلال مكالمة هاتفية محلية في أكثر من 700 مدينة".
وكانت شركة كومبيوسيرف أيضًا بائعًا للخدمات التجارية الأخرى. كانت إحدى هذه المجموعات هي مجموعة الخدمات المالية، التي جمعت ودمجت البيانات المالية من عدد لا يحصى من مصادر البيانات، بما في ذلك كومبيوستات، وديسكلوجر، وآي/بي/إي/إس، فضلاً عن مصادر الأسعار والأسعار من البورصات الرئيسية. قامت شركة كومبيوسيرف بتطوير برامج فحص وإعداد تقارير موسعة تم استخدامها من قبل العديد من البنوك الاستثمارية في وول ستريت.

### سي آي إس
في عام 1979،  قامت شركة راديو شاك بتسويق خدمة المعلومات السكنية ميكرونت، حيث كان بإمكان المستخدمين المنزليين الوصول إلى أجهزة الكمبيوتر خلال ساعات المساء عندما كانت أجهزة كمبيوتر كومبيوسيرف خاملة. كان هذا نجاحًا وبدأت شركة كومبيوسيرف في الإعلان عنه على نطاق أوسع، باسم "ميكرونت، قسم الحوسبة الشخصية في كومبيوسيرف". دفع نجاحها شركة كومبيوسيرف إلى التوقف عن استخدام اسم ميكرونت لصالح اسمها الخاص، ليصبح خدمة المعلومات كومبيوسيرف، أو سي آي إس. كان أصل سي آي إس في عام 1979 متزامنًا تقريبًا مع أصل ذا سورس ‏.
بحلول منتصف الثمانينيات من القرن العشرين، أصبحت شركة كومبيوسيرف واحدة من أكبر شركات خدمات المعلومات والشبكات، وكانت أكبر خدمة معلومات للمستهلك. كانت الشركة تدير فروعًا تجارية في أكثر من 30 مدينة أمريكية، وتبيع في المقام الأول خدمات الشبكة للشركات الكبرى في جميع أنحاء الولايات المتحدة. كان من الممكن شراء حسابات المستهلكين في معظم متاجر الكمبيوتر (صندوق يحتوي على دليل التعليمات وتسجيل الدخول إلى حساب تجريبي) وكانت هذه الخدمة معروفة جيدًا للجمهور. بحلول عام 1987، أصبحت أعمال المستهلكين تشكل 50% من إيرادات كومبيوسيرف.
كانت ثقافة الشركة ريادية، وتشجع " مشاريع الأعمال غير المشروعة ". انعزل ألكسندر "ساندي" تريفور لمدة عطلة نهاية الأسبوع، وقام بكتابة " محاكي سي بي ‏ "، وهو نظام دردشة سرعان ما أصبح أحد أكثر ميزات سي آي إس شعبية. بدلاً من توظيف الموظفين لإدارة المنتديات، قاموا بالتعاقد مع مشغلي الأنظمة (سايسبس)، الذين حصلوا على تعويضات بناءً على نجاح لوحات منتدياتهم ومكتباتها ومناطق الدردشة الخاصة بها.

### الصحف
في يوليو 1980، وبالتعاون مع وكالة أسوشيتد برس، بدأت شركة كومبيوسيرف في استضافة إصدارات نصية من كولومبوس ديسباتش، ونيويورك تايمز، و فيرجينيان بايلوت، وليدجر ستار ‏، وواشنطن بوست، وسان فرانسيسكو إكزامينر ‏، وسان فرانسيسكو كرونيكل، وتمت إضافة لوس أنجلوس تايمز في عام 1981؛ وتبع ذلك صحف إضافية.
على الرغم من أن الوصول إلى المقالات في هذه الصحف يشكل 5% من حركة المرور على كومبيوسيرف، فإن قراءة صحيفة كاملة باستخدام هذه الطريقة كانت غير عملية؛ حيث يستغرق تنزيل نص صحيفة مطبوعة بسعر 0.20 دولار ما بين ساعتين إلى ست ساعات بتكلفة 5 دولارات في الساعة (بعد الساعة 6 مساءً).

### بيع الاتصال
تم تأسيس وحدة رئيسية أخرى من شركة كومبيوسيرف، وهي خدمات شبكة كومبيوسيرف، في عام 1982 بهدف توليد الإيرادات من خلال بيع الاتصال بشبكة الحزم الوطنية التي أنشأتها شركة كومبيوسيرف لدعم خدمة تقاسم الوقت الخاصة بها. قامت شركة كومبيوسيرف بتصميم وتصنيع معالجات الشبكة الخاصة بها، استنادًا إلى دي إي سي بي دي بي-11 ‏، كما قامت بتطوير جميع البرامج التي تعمل على الشبكة. غالبًا ما يُطلق عليها (بشكل خاطئ) اسم شبكة X.25،[بحاجة لمصدر] نفذت شبكة كومبيوسيرف مزيجًا من الطبقات القياسية والملكية في جميع أنحاء الشبكة.
تمت تسمية إحدى الطبقات الملكية باسم التوجيه التكيفي. نفذ نظام التوجيه التكيفي ميزتين قويتين. أحد هذه الأسباب هو أن الشبكة تعمل بالكامل في وضع الاكتشاف الذاتي. عندما تمت إضافة مفتاح جديد إلى الشبكة عن طريق توصيله بجهاز مجاور عبر دائرة هاتف مستأجرة، تم اكتشاف المفتاح الجديد واستيعابه في الشبكة دون تكوين صريح. لتغيير تكوين الشبكة، كل ما كان مطلوبًا هو إضافة أو إزالة الاتصالات، وستتم إعادة تكوين الشبكة تلقائيًا. كانت الميزة الثانية التي ينفذها التوجيه التكيفي محل مناقشة متكررة من قبل مهندسي الشبكات، ولكن تم تنفيذها فقط بواسطة CNS  –  من خلال إنشاء مسارات اتصال على أساس قياسات الأداء في الوقت الفعلي. وبما أن إحدى الدوائر أصبحت مشغولة، تم تحويل حركة المرور إلى مسارات بديلة لمنع التحميل الزائد وضعف الأداء للمستخدمين.
على الرغم من أن شبكة CNS لم تكن تعتمد في حد ذاتها على بروتوكول X.25، فقد قدمت الشبكة واجهة X.25 قياسية للعملاء، مما يوفر اتصالاً هاتفيًا لمضيفي الشركات، ويسمح لشركة كومبيوسيرف بتشكيل تحالفات مع الشبكات الخاصة تيمنت وتيلي نت، وغيرها. وقد منح هذا شركة كومبيوسيرف أكبر تشكيلة من اتصالات الهاتف المحلية في العالم، في عصر كانت فيه رسوم استخدام الشبكة باهظة الثمن، ولكنها لا تزال أقل من رسوم المسافات الطويلة. وقد أتاحت شبكات أخرى لشركة كومبيوسيرف الوصول إلى المزيد من المواقع، بما في ذلك المواقع الدولية، وعادةً ما كان ذلك مقابل رسوم إضافية كبيرة لوقت الاتصال. كان من الشائع في أوائل الثمانينيات دفع رسوم قدرها 30 دولارًا في الساعة للاتصال بكومبيوسيرف، والتي كانت تكلف في ذلك الوقت ما بين 5 إلى 6 دولارات في الساعة قبل احتساب رسوم وقت الاتصال. وقد أدى هذا إلى تسمية الشركة بCompuSpend أو Compu$erve أو CI$.
كانت شركة CNS المورد الرئيسي لاتصالات الطلب الهاتفي لتفويضات بطاقات الائتمان لأكثر من 20 عامًا، وهي الكفاءة التي طورتها نتيجة لعلاقتها الطويلة مع Visa International. في ذروة هذا النوع من الأعمال، كانت شركة كومبيوسيرف تنقل ملايين معاملات الترخيص كل شهر، وهو ما يمثل عدة مليارات من الدولارات من معاملات شراء المستهلكين. بالنسبة للعديد من الشركات، كان الاتصال الدائم بمثابة إسراف، وكان خيار الاتصال الهاتفي هو الخيار الأفضل. تظل هذه الخدمة قيد التشغيل حاليًا، كجزء من فيريزون (انظر أدناه). لم يتبق أي منافسين آخرين في هذا السوق.
تميزت الشركة بتقديم عدد من الخدمات عبر الإنترنت لمستخدمي أجهزة الكمبيوتر الشخصية. بدأت شركة كومبيوسيرف في تقديم إمكانيات البريد الإلكتروني والدعم الفني للعملاء التجاريين في عام 1978 باستخدام اسم إنفوبلكس، وكانت أيضًا رائدة في سوق الدردشة في الوقت الفعلي من خلال خدمة محاكي سي بي ‏ التي تم تقديمها في 21 فبراير 1980، كأول برنامج دردشة عام متعدد المستخدمين تجاري. تم تقديم إيزي سابر في عام 1985، وهو امتداد متاح للعملاء لنظام سفر سابر، مما جعل من الممكن للأفراد العثور على رحلات الطيران وغرف الفنادق وحجزها دون مساعدة وكيل السفر. كما قدمت شركة كومبيوسيرف عددًا من الألعاب عبر الإنترنت.

### نقل الملفات
حوالي عام 1981، قدمت شركة كومبيوسيرف بروتوكول كومبيوسيرف ب ‏ الخاص بها، وهو بروتوكول نقل الملفات، والذي يسمح للمستخدمين بإرسال الملفات إلى بعضهم البعض. تم توسيع هذا لاحقًا إلى الإصدار ب+ ذي الأداء الأفضل، والمخصص للتنزيلات من سي آي إس نفسها. على الرغم من أن بروتوكول ب+ لم يكن مدعومًا على نطاق واسع من قبل برامج أخرى، فقد تم استخدامه بشكل افتراضي لبعض الوقت بواسطة سي آي إس نفسها. تم توسيع بروتوكول ب+ لاحقًا ليشمل واجهة هوست-ميكرو (HMI)، وهي آلية لتوصيل الأوامر وطلبات المعاملات إلى تطبيق خادم يعمل على الحواسيب المركزية. يمكن استخدام HMI بواسطة برنامج عميل "الواجهة الأمامية" لتقديم واجهة تعتمد على واجهة مستخدم رسومية إلى سي آي إس، دون الحاجة إلى استخدام واجهة سطر الأوامر المعرضة للخطأ لتوجيه الأوامر.
بدأت شركة كومبيوسيرف في توسيع عملياتها التجارية خارج الولايات المتحدة. بدأت في اليابان في عام 1986 مع شركة فوجيتسو ونيشو إيواي، وتم تطوير نسخة باللغة اليابانية من كومبيوسيرف تسمى NIFTY-Serve في عام 1989. في عام 1993، تم تأسيس شركة كومبيوسيرف Hong Kong كمشروع مشترك مع شركة هتشيسون تيليكوم، وتمكنت من استقطاب 50 ألف عميل قبل انتشار جنون مزودي خدمة الإنترنت عبر الهاتف. بين عامي 1994 و1995 قامت شركة فوجيتسو وكومبيوسيرف بتطوير وورلد أواي، وهي بيئة افتراضية تفاعلية. اعتبارًا من عام 2014، كانت البيئة الافتراضية الأصلية التي بدأت على كومبيوسيرف في عام 1995، والمعروفة باسم دريمسكيب، لا تزال تعمل.
خلال أواخر الثمانينيات، أصبح من الممكن تسجيل الدخول إلى كومبيوسيرف عبر شبكات تبديل الحزم X.25 العالمية، والتي كانت متصلة بشبكة كومبيوسيرف الموجودة في الولايات المتحدة. وقد قامت تدريجيا بإدخال شبكة الاتصال الهاتفي المباشر الخاصة بها في العديد من البلدان، وهو حل أكثر اقتصادا. مع توسيع شبكتها، قامت شركة كومبيوسيرف أيضًا بتوسيع تسويق خدماتها التجارية، وافتتحت فروعًا في لندن وميونيخ.

### رسوم الوصول إلى الناقل المشترك
وجهت شركة كومبيوسيرف، ومحاميها الخارجي في مجال الاتصالات راندي ماي، الاستئناف إلى لجنة الاتصالات الفيدرالية (FCC) لإعفاء شبكات البيانات من الاضطرار إلى دفع رسوم الوصول إلى الناقل المشترك (CCAC) التي فرضتها شركات تبادل الهاتف المحلية ‏ (في المقام الأول شركات بيبي بيل) على شركات الاتصالات لمسافات طويلة. كانت الحجة الأساسية هي أن شبكات البيانات كانت صناعة جديدة، وأن البلاد سوف تستفيد بشكل أفضل من خلال عدم تعريض هذه الصناعة الجديدة المهمة لانحرافات اقتصاديات الهاتف الصوتي (رسوم الوصول إلى الناقل المشترك هي الآلية المستخدمة لدعم تكلفة خدمة الهاتف المحلية من عائدات المسافات الطويلة). وقد وافقت لجنة الاتصالات الفيدرالية على حجة شركة كومبيوسيرف، وكانت النتيجة هي أن جميع شبكات الاتصال الهاتفي في الولايات المتحدة، سواء باستخدام شبكات خاصة أو الإنترنت العامة، أصبحت أقل تكلفة بكثير مما كانت لتكون عليه لولا ذلك.[بحاجة لمصدر]

### إنترنت
كانت شركة كومبيوسيرف أول خدمة عبر الإنترنت تقدم اتصالاً بالإنترنت، وإن كان بإمكانية وصول محدودة، وذلك في وقت مبكر من عام 1989، عندما قامت بربط خدمة البريد الإلكتروني الخاصة بها للسماح بتبادل الرسائل الواردة والصادرة مع عناوين البريد الإلكتروني المستندة إلى الإنترنت.
خلال أوائل تسعينيات القرن العشرين، كان لدى كومبيوسيرف مئات الآلاف من المستخدمين الذين يزورون آلاف المنتديات المعتدلة الخاصة بها، والتي كانت بمثابة مقدمة لمواقع المناقشة على شبكة الويب العالمية. (كما هو الحال مع الويب، كانت العديد من المنتديات تُدار من قِبَل منتجين مستقلين، والذين كانوا يقومون بعد ذلك بإدارة المنتدى وتجنيد المشرفين، الذين يُطلق عليهم اسم مشغلي النظام). ومن بين هذه المنتديات العديدة التي عرضت فيها شركات الأجهزة والبرمجيات مساعدة العملاء ‏. وقد أدى هذا إلى توسيع نطاق الجمهور من مستخدمي الأعمال في المقام الأول إلى جمهور " المهوسين " بالتقنية، والذين استخدم بعضهم في وقت سابق خدمة بيكس عبر الإنترنت ‏ التي تقدمها بايت.
كانت هناك منتديات خاصة ومجموعات خاصة، ولكن العديد منها كان لديه "أقساط كبيرة نسبيًا" (كما كانت الحال مع "بعض قواعد بيانات الأقساط" التي كانت تفرض رسومًا قدرها "7.50 دولارًا في كل مرة تدخل فيها طلب بحث".)
في عام 1992، استضافت شركة كومبيوسيرف أول محتوى معروف للبريد الإلكتروني ومشاركات المنتدى بتقنية ما تراه هو ما تحصل عليه. تم ترميز الخطوط والألوان والرموز التعبيرية في رسائل نصية مكونة من 7 بتات عبر منتج تابع لجهة خارجية يسمى نافسيس (من إنتاج شركة تطوير دفوراك) يعمل مع أنظمة التشغيل دوس وويندوز 3.1، ولاحقًا، ويندوز 95 يتضمن نافسيس ميزات للعمل دون اتصال بالإنترنت، مشابهة لقراء العمل دون اتصال بالإنترنت المستخدمين في أنظمة لوحات الإعلانات، مما يسمح للمستخدمين بالاتصال بالخدمة وتبادل البريد الجديد ومحتوى المنتدى بطريقة آلية إلى حد كبير. بمجرد اكتمال "التشغيل"، يقوم المستخدم بتحرير رسائله محليًا أثناء عدم الاتصال بالإنترنت. كما سمح النظام بالتنقل التفاعلي للنظام لدعم الخدمات مثل نظام الدردشة. ظلت العديد من هذه الخدمات تعتمد على النصوص.
قدمت شركة كومبيوسيرف في وقت لاحق برنامج مدير معلومات كومبيوسيرف (CIM) للتنافس بشكل أكثر مباشرة مع إيه أو إل. على عكس نافجيتر، تم تكييف برنامج مدير معلومات كومبيوسيرف للعمل عبر الإنترنت، واستخدم واجهة النقر والنقر المشابهة جدًا لإيه أو إل إس. تفاعلت الإصدارات اللاحقة مع المضيفين باستخدام بروتوكول اتصالات HMI. بالنسبة لبعض أنواع الخدمات التي لم تكن متوافقة مع واجهة آلة الإنسان (HMI)، يمكن استخدام واجهة النص القديمة. يسمح برنامج وينسيم أيضًا بتخزين رسائل المنتدى والمقالات الإخبارية والبريد الإلكتروني مؤقتًا، بحيث يمكن إجراء القراءة والنشر دون اتصال بالإنترنت، دون تكبد تكاليف اتصال بالساعة. في السابق، كان هذا بمثابة ترف لتطبيقات نافسيس وأوتوسيج وتابسيس للمستخدمين المحترفين.
كان بإمكان مستخدمي سي آي إس شراء الخدمات والبرامج من أعضاء كومبيوسيرف الآخرين باستخدام حساب كومبيوسيرف الخاص بهم، وهو الأمر الذي لم يكن بإمكان مستخدمي الإنترنت فعله حتى رفعت شبكة المؤسسة الوطنية للعلوم الحظر على الاستخدام التجاري للإنترنت في عام 1989.
خلال أوائل تسعينيات القرن العشرين، انخفض السعر بالساعة من أكثر من 10 دولارات في الساعة إلى 1.95 دولار في الساعة. في مارس 1992، بدأت التسجيلات عبر الإنترنت مع المدفوعات القائمة على بطاقات الائتمان وتطبيق سطح المكتب للاتصال بالإنترنت والتحقق من رسائل البريد الإلكتروني. في أبريل 1995، كان لدى كومبيوسيرف أكثر من ثلاثة ملايين عضو، ولا تزال أكبر مزود للخدمات عبر الإنترنت، وبدأت خدمة نتلانشر، التي توفر إمكانية الوصول إلى شبكة الويب العالمية عبر سبراي، متصفح موزايك. ومع ذلك، قدمت شركة إيه أو إل خطة أسعار أرخص بكثير، ذات سعر ثابت ووقت غير محدود، وممولة بالإعلانات في الولايات المتحدة للتنافس مع الرسوم بالساعة التي تفرضها شركة كومبيوسيرف. وبالتزامن مع الحملات التسويقية لشركة إيه أو إل، تسبب هذا في خسارة كبيرة للعملاء حتى استجابت شركة كومبيوسيرف بخطة مماثلة خاصة بها بقيمة 24.95 دولارًا شهريًا في أواخر عام 1997.
مع تزايد شعبية شبكة الويب العالمية بين عامة الناس، قامت شركة بعد شركة بإنهاء منتديات مساعدة العملاء الخاصة بكومبيوسيرف التي كانت مزدحمة في السابق لتقديم مساعدة العملاء لجمهور أكبر بشكل مباشر من خلال مواقع الويب الخاصة بشركاتها، وهو النشاط الذي لم تتمكن منتديات كومبيوسيرف في ذلك الوقت من معالجته لأنها لم تكن تتمتع بعد بإمكانية الوصول إلى شبكة الويب العالمية.
في عام 1992، استحوذت شركة كومبيوسيرف على شركة مارك كوبان، مايكروسوليوشنز، مقابل 6 ملايين دولار.
كان دخول إيه أو إل إلى سوق أجهزة الكمبيوتر الشخصية في عام 1991 بمثابة بداية النهاية لشركة سي آي إس. فرضت شركة إيه أو إل رسومًا قدرها 2.95 دولارًا في الساعة مقابل 5.00 دولارًا في الساعة لشركة كومبيوسيرف. استخدمت إيه أو إل واجهة مستخدم رسومية متاحة مجانًا؛ ولم تكن واجهة كومبيوسيرف مجانية، وكانت تحتوي فقط على جزء من وظائف النظام. وردًا على ذلك، خفضت رابطة الدول المستقلة أسعار أجورها بالساعة في عدة مناسبات. وبعد ذلك، تحولت إيه أو إل إلى الاشتراك الشهري بدلاً من الأسعار بالساعة، لذا كانت تكلفة إيه أو إل أقل بكثير بالنسبة للمستخدمين النشطين. بحلول أواخر عام 1994، كانت شركة كومبيوسيرف تقدم "استخدامًا غير محدود للخدمات القياسية (بما في ذلك الأخبار والرياضة والطقس)... والبريد الإلكتروني المحدود" مقابل 8.95 دولارًا أمريكيًا شهريًا  –  وهو ما وصفته صحيفة نيويورك تايمز بأنه "ربما أفضل صفقة".
وقد ارتفع عدد مستخدمي شبكة سي آي إس، ليصل إلى أقصاه في إبريل/نيسان 1995 عند 3 ملايين مستخدم في جميع أنحاء العالم. بحلول ذلك الوقت كان لدى إيه أو إل أكثر من 20 مليون مستخدم في الولايات المتحدة وحدها، ولكن هذا كان أقل من الحد الأقصى الذي بلغ 27 مليونًا، وذلك بسبب انسحاب العملاء من الخدمة والبحث عن عروض أقل تكلفة. بحلول عام 1997، كان عدد المستخدمين الذين توقفوا عن استخدام جميع الخدمات عبر الإنترنت لصالح مقدمي خدمات الإنترنت عبر الاتصال الهاتفي قد وصل إلى ذروته.
في عام 1997، بدأت شركة كومبيوسيرف في تحويل منتدياتها من واجهة هوست-ميكرو (HMI) الخاصة بها إلى معايير الويب إتش تي إم إل. أدى التغيير الذي حدث في عام 1997 إلى إيقاف الوصول النصي إلى المنتديات، ولكن كان من الممكن الوصول إلى المنتديات من خلال الويب وكذلك من خلال بروتوكول واجهة هوست-ميكرو الخاص بشركة كومبيوسيرف. في عام 2004 أوقفت شركة كومبيوسيرف استخدام واجهة الإنسان والآلة (HMI) وحولت المنتديات إلى إمكانية الوصول عبر الويب فقط. ظلت المنتديات نشطة على CompuServe.com حتى نهاية عام 2017.

### الاستحواذات
قامت شركة كومبيوسيرف بعدد من عمليات الاستحواذ في تاريخها، قبل وبعد استحواذ إتش آند آر بلوك عليها:
- أوائل سبعينيات القرن العشرين  –  شركة أنظمة ألفا في دالاس، تكساس، وهي شركة صغيرة لتقاسم الوقت الإقليمي والتي كانت تعتمد أيضًا على تقنية بي دي بي-10. تم تشغيلها كشركة مستقلة لفترة وجيزة، ولكن في وقت لاحق تم نقل جهاز بي دي بي-10 الخاص بها إلى مركز بيانات كومبيوسيرف في كولومبوس بولاية أوهايو، وانتهت عملياتها في دالاس.
- ~1986  –  شركة برمجيات  –  مطورة نظام 1022، وهو نظام قاعدة بيانات علائقية.
- ~1986  –  كولير جاكسون  –  مطور منتجات إدارة الموارد البشرية.[25]
- 1988  –  تكنولوجيا الوصول  –  مطور برنامج جداول البيانات 20/20.[26]
- 1995  –  شركة سبراي  –  مطور الإنترنت في صندوق، أول مجموعة برامج إنترنت للمستهلكين.[27]

## البرمجيات والميزات

### معرفات المستخدم وعناوين البريد الإلكتروني
تتكون معرفات المستخدم الأصلية لكومبيوسيرف من سبعة أرقام ثمانيّة في النموذج 7xxxx,xx - وهو إرث من بنية بي دي بي-10 ‏ – (لاحقًا ثمانية وتسعة أرقام ثمانيّة في النموذج 7xxxx,xxx و7xxxx,xxxx وأخيرًا عشرة أرقام ثمانيّة في النموذج 1xxxxx,xxxx) والتي تم إنشاؤها مسبقًا وإصدارها على "Snap Paks" المطبوعة.
منذ عام 1989، أصبح بإمكان مستخدمي كومبيوسيرف الوصول إلى الإنترنت عبر البريد الإلكتروني، باستخدام معرف المستخدم الخاص بهم في النموذج xxxxx.xxxx@CompuServe.com - حيث تم استبدال الفاصلة في المعرف الأصلي بنقطة. في عام 1996، سُمح للمستخدمين بإنشاء اسم مستعار لعنوان بريدهم الإلكتروني على الإنترنت، والذي يمكن استخدامه أيضًا لصفحة ويب شخصية؛ وتم السماح للأعضاء الأقدم بالاختيار الأول للعناوين الجديدة. في عام 1998، عُرض على المستخدمين خيار تحويل صندوق البريد الخاص بهم إلى نظام أحدث يوفر الوصول إلى POP3 عبر الإنترنت، بحيث يمكن استخدام أي برنامج بريد إلكتروني عبر الإنترنت. تبدو عناوين البريد الإلكتروني الحالية لشركة كومبيوسيرف مثل XXXXXX@cs.com لمستخدمي خدمة كومبيوسيرف 2000.

### البوابات المخصصة
تتمتع شركة كومبيوسيرف بتاريخ طويل في تقديم بوابة مخصصة لخدمة معلومات كومبيوسيرف لقطاع الطيران. ابتداءً من سبعينيات القرن الماضي، قدمت كومبيوسيرف نسخة مخصصة من خدمتها أتاحت للطيارين ومضيفي الطيران تقديم عروض أسعار لجداول رحلاتهم مع شركات الطيران الخاصة بهم. كما قدمت كومبيوسيرف منتجات مخصصة لقطاعات أخرى، بما في ذلك خدمة "كومبيوسيرف للمحامين"؛ وخدمة أخرى هي "منتدى الثقافة والفنون الأمريكية الأفريقية".
كجزء من كومبيوسيرف 2000، أبرمت بوابة مخصصة أخرى صفقة لمدة عامين مع ويبمد.

### واجهات المستخدم الرسومية لكومبيوسيرف
مع مرور الوقت، تم تطوير العديد من واجهات المستخدم الرسومية للوصول إلى كومبيوسيرف. على عكس ما قدمته إيه أو إل مجانًا، كتبت صحيفة نيويورك تايمز عن هذه الخدمات "التي كان ينبغي لشركة كومبيوسيرف أن تقدمها مجانًا، ولكنها لم تفعل". ومن بين أسمائهم وينسيم وتابسيس ونافسيس.
في وقت حيث كان المشتركون يدفعون مقابل الوصول المحدد بوقت (وكذلك المكالمات طويلة المسافة في بعض البلدان) وكان عليهم قضاء الوقت على الإنترنت في قراءة الرسائل والرد عليها، كان هدفهم هو تجاوز واجهة وينسيم الخاصة بكومبيوسيرف، وتبسيط إرسال جميع رسائل البريد الإلكتروني المكتوبة مسبقًا ومنشورات المنتدى التي كتبها المستخدم دون اتصال بالإنترنت، ثم تلقي رسائل جديدة، وتنزيل الملفات المطلوبة، وتسجيل الخروج من كومبيوسيرف.

#### تابسيس
كان تابسيس (برنامج الوصول لخدمة معلومات كومبيوسيرف) تطبيقًا برمجيًا آليًا يعتمد على نظام إم إس-دوس والذي عمل على تسريع الوصول إلى حسابات البريد الإلكتروني كومبيوسيرف وعضويات المنتديات وإدارتها لمستخدمي الكمبيوتر الشخصي من عام 1981 حتى عام 2004 عندما أدت التطورات في تكنولوجيا كومبيوسيرف إلى جعلها قديمة. تم وصفه بأنه "يبدو قديمًا (ولكن).. يظل أداة قوية للوصول إلى منتديات كومبيوسيرف."
تم كتابة تابسيس باستخدام كود Turbo Pascal الخاص بشركة بورلاند بواسطة هوارد بينر، وهو أحد المديرين التنفيذيين للتسويق من ويلمنجتون، ديلاوير، والذي انضم إلى كومبيوسيرف في عام 1981. كان البرنامج، الذي كان برنامجًا مشتركًا ويُباع بسعر 79 دولار أمريكي، يتمتع بمجتمع من المستخدمين الذين استمروا في صيانة موقع الويب الخاص بهم.
نظرًا لقدرته على إصدار الأوامر الإدارية، كان تابسيس هو البرنامج المفضل لعشرات مشغلي أنظمة كومبيوسيرف (سايسبس).

#### سيم ووينسيم
فيما يتعلق ببرنامج وينسيم (وسابقه برنامج مدير معلومات كومبيوسيرف)، كتبت مجلة بي سي أنهما "يمنحانك رؤية أوسع لما هو متاح"، وباستخدامهما "يمكنك التنقل عبر الخدمة بسهولة أكبر". وحذرت المجلة صراحةً من أنهما، على عكس تابسيس، "لن يوفرا أي أموال... بل قد يستغرقان وقتًا أطول لاسترجاع الرسائل والرد عليها... مقارنةً بغيابهما".

#### أوزسيس و أوزوين
على الرغم من أن أوزسيس وأوزوين (خليفته المستند إلى نظام التشغيل ويندوز) تم وصفهما بأنهما "مجانيان للاستخدام الشخصي" بواسطة مجلة مجلة بي سي، إلا أنهما كانا برنامجًا مشتركًا، مثل وينسيم وتابسيس ونافسيس.
تم إجراء البرمجة بواسطة ستيف سنيد باستخدام كود دلفي مثل باسكال؛ وتم نشر البرنامج بواسطة شركة أوزاركس ويست للبرمجيات.
مثل تابسيس، كان لديه ميزات سايسوب مثل نقل وحذف الرسائل، وإدارة مكتبات الملفات، و"وضع علامة" على المستخدمين (إعطاء ورفض حقوق سايسوب). على عكس برامج قراءة النصوص غير المتصلة بالإنترنت الأخرى مثل تابسيس ونافسيس، والتي أضافت طرقًا خاصة لتنسيق النص (الألوان والخطوط والسمات)، ظل أوزوين دائمًا "نصًا عاديًا" ولم يعرض أي أنماط مخصصة مطلقًا.
في مايو 2005، أوقفت كومبيوسيرف إمكانية الوصول إلى منتديات أوزسيس وتاب سيس على كومبيوسيرف.

#### أوتوسيج
كان أوتوسيج  مجانيًا، على عكس وينسيم وتابسيس ونافسيس وأوزسيس/أوزوين.

#### فيسيسيس
كان فيجوال كومبيوسيرف، المعروف أيضًا باسم فيسيس، مفهومًا توضيحيًا لعميل قائم على في آر إم إل بواسطة المبرمج جون د. جوينر والذي قام بإنشاء نموذج لواجهة كومبيوسيرف في بيئة افتراضية ثلاثية الأبعاد. تم إعادة تطويره لاحقًا بواسطة غوينر إلى فيزمنيو، وهو نظام قوائم VRML للأغراض العامة.

### تطبيقات البرمجيات

#### منشئ ومحرر الملفات (FILGE)
كان مولد ومحرر الملفات (FILGE) محرر نصوص موجه للأوامر تم إنشاؤه بواسطة كومبيوسيرف في أوائل سبعينيات القرن العشرين. وفي وقت لاحق تم استبداله بمحرري ما تراه هو ما تحصل عليه الموجهين للشاشة. كانت أوامر (FILGE) تسبقها علامة الشرطة المائلة للأمام (/).
على سبيل المثال، إذا احتوى ملف نصي على السطر The quick brown fox jumps over the lazy dog، فيمكن استبدال الكلمة «fox» بالكلمة «wolf» باستخدام الأمر:
/c/fox/wolf
لرؤية نتيجة التعديل، يمكن للمستخدم أن يكتب:
/p
وفي هذه الحالة، سنرى الذئب البني السريع يقفز فوق الكلب الكسول
كانت هناك العديد من الأوامر الأخرى، بما في ذلك القدرة على التكرار لاحقًا، والتي سمحت بإجراء عمليات معالجة كبيرة للملفات دون الحاجة إلى كتابة برامج خاصة.

## الحصة السوقية
ظلت شركة كومبيوسيرف لفترة طويلة أكبر مزود للخدمات عبر الإنترنت، وبحلول عام 1987 كان لديها 380 ألف مشترك، مقارنة بـ320 ألف مشترك في داو جونز نيوز / استرجاع ‏، و80 ألف مشترك في ذا سورس ‏، و70 ألف مشترك في جينيي.
بلغ عدد مستخدمي شركة كومبيوسيرف في ذروته ثلاثة ملايين مستخدم حول العالم، مقارنة بـ27 مليون مستخدم لشركة إيه أو إل. بحلول أوائل عام 1999، تحول العديد من مستخدمي المنازل إلى الوصول إلى الإنترنت عبر الاتصال الهاتفي القياسي، وانخفض عدد مستخدمي كومبيوسيرف إلى مليوني مستخدم، معظمهم من مستخدمي الأعمال أو المحترفين".

## القضايا القانونية
في عام 1991، تم رفع دعوى قضائية ضد شركة كومبيوسيرف بتهمة التشهير في إحدى القضايا المبكرة التي اختبرت تطبيق القانون التقليدي على الإنترنت في قضية كوبي ضد كومبيوسيرف ‏. على الرغم من نشر محتوى تشهيري على أحد منتدياتها، لم تكن شركة كومبيوسيرف مسؤولة عن هذا المحتوى لأنها لم تكن على علم بالمحتوى ولم تمارس الرقابة التحريرية على المنتدى.
تمت تسوية دعوى قضائية تتعلق بانتهاك حقوق الطبع والنشر في نوفمبر 1993 بشأن حوالي 900 أغنية بعد عامين، مع تقسيم الدفع بين ناشري الأغاني.
في عام 1995، قامت شركة كومبيوسيرف بحظر الوصول إلى مجموعات الأخبار ذات التوجه الجنسي بعد تعرضها لضغوط من المدعين العامين البافاريين. في عام 1997، وبعد أن أعادت شركة كومبيوسيرف فتح خلاصات الأخبار، اتُهم فيليكس سوم، المدير الإداري السابق لشركة كومبيوسيرف ألمانيا، بانتهاك قوانين المواد الإباحية للأطفال في ألمانيا بسبب المواد التي كانت شبكة كومبيوسيرف تنقلها إلى ألمانيا. تمت إدانته لأول مرة في نوفمبر 1997، وبعد جلسة استماع أخرى حُكم عليه بالسجن لمدة عامين مع وقف التنفيذ في 28 مايو 1998. تمت تبرئته في الاستئناف في 17 نوفمبر 1999.

## خدمة واو!
واو! (بالإنجليزية: WOW) كانت خدمة عبر الإنترنت ذات وصول غير محدود بسعر ثابت تديرها شركة كومبيوسيرف، بدءًا من مارس 1996؛ تم الإعلان عن إغلاقها بحلول نوفمبر من نفس العام، على أن يسري مفعولها في نهاية يناير 1997.
تم رفع العديد من الدعاوى القضائية الجماعية، مدعين أن واو! تم بيعها إلى المساهمين بمعلومات كاذبة ومضللة. رائع! كان من المفترض أن يجعل الشركة قادرة على المنافسة مع إيه أو إل - "خدمة خاصة تستهدف العائلات ومستخدمي الكمبيوتر المبتدئين." واو! خدمة المعلومات، التي تم الإعلان عنها في أواخر عام 1995، كان من المفترض أن تبدأ مع مايكروسوفت ويندوز 95 إس آر 2، وهو أول نظام يتضمن إنترنت إكسبلورر. مع العلم أن تجميع متصفحها سوف يعتبر مناهضًا للمنافسة، خططت مايكروسوفت أيضًا لتجميع برامج التثبيت للعديد من موفري خدمة الإنترنت الرئيسيين في نظام التشغيل ويندوز، لكن برنامج كومبيوسيرف لم يكن جاهزًا.

### نطاق Wow.com
احتفظت شركة إيه أو إل باسم النطاق wow.com بعد استحواذها على كومبيوسيرف، وأبقته خاملاً منذ إغلاق واو! حتى عام 2007. في منتصف عام 2007، فكرت شركة إيه أو إل في نقل مجمع الأخبار الخاص بها على غرار ديغ، والذي كان يستضيفه Netscape.com آنذاك، إلى wow.com، قبل أن تنقله في النهاية إلى Propeller.com. مع اقتراب نهاية العام، أفادت التقارير أن إيه أو إل كانت تعمل على استخدام النطاق لخدمة الشبكات الاجتماعية المتعلقة بلعبة تقمص الأدوار الشهيرة عبر الإنترنت وورلد أوف ووركرافت.
من أكتوبر 2010 حتى إغلاقه في عام 2015، تم نقل بعض ذلك إلى نطاق فرعي لجويستيك. تم استخدام المجال wow.com في نفس الوقت كموقع صفقة اليوم مشابه لموقع جروبون. ومع ذلك، كان هذا الموقع أيضًا قصير الأجل، حيث تم إغلاقه في أواخر عام 2011.
اعتبارًا من يناير 2019، أصبح wow.com محرك بحث مدعومًا بواسطة بينغ، ويستخدم نفس الواجهة الخلفية مثل بحث إيه أو إل، والذي أصبح الآن جزءًا من شركة أوث ‏

## استحواذ إيه أو إل وتاريخها بعد 1997

شعار شركة كومبيوسيرف بعد استحواذها على شركة وورلدكوم

أصبحت المنافسة على العملاء بين إيه أو إل وكومبيوسيرف عبارة عن عملية انتقال العملاء ذهابًا وإيابًا، باستخدام ساعات مجانية ومغريات أخرى. كانت هناك مشاكل تقنية - حيث كانت آلاف أجهزة مودم الاتصال الهاتفي من الجيل الجديد التي تنتجها شركة يو إس روبوتيكس والمنتشرة في الشبكة تتعطل أثناء ارتفاع حجم المكالمات. ولأول مرة منذ عقود، بدأت شركة كومبيوسيرف تخسر الأموال، وبمعدلات هائلة. تم إطلاق جهد أطلق عليه اسم «Red-Dog» لتحويل تقنيات كومبيوسيرف القائمة على بي دي بي-10 إلى خوادم تعتمد على معماريات إنتل إكس 86 ونظام التشغيل ويندوز إن تي من مايكروسوفت.
وكانت الشركة الأم إتش آند آر بلوك تمر بتغييرات إدارية خاصة بها في نفس الوقت، بدءًا من تقاعد الرئيس التنفيذي هنري بلوخ. وتلت ذلك سلسلة من الخلفاء. في عام 1997، أعلنت شركة إتش آند آر بلوك عن نيتها التخلص من شركة كومبيوسيرف. وتقدم عدد من المشترين المحتملين، لكن الشروط التي عرضوها لم تكن مقبولة بالنسبة للإدارة. قدمت شركة إيه أو إل، المشتري الأكثر احتمالاً، عدة عروض لشراء كومبيوسيرف باستخدام أسهم إيه أو إل، لكن إدارة إتش آند آر بلوك سعت للحصول على النقد، أو على الأقل الحصول على أسهم ذات جودة أفضل.
في فبراير 1998، ابتكر جون دبليو سيدجمور ‏، نائب رئيس مجلس إدارة شركة وورلدكوم آنذاك والرئيس التنفيذي السابق لشركة يو يو إن إي تي ‏، معاملة معقدة كانت في النهاية مرضية لجميع الأطراف. كانت الخطوة الأولى هي أن تقوم شركة وورلدكوم بشراء جميع أسهم شركة كومبيوسيرف بمبلغ 1.2 مليار دولار من أسهم WCOM. في اليوم التالي، باعت شركة وورلدكوم قسم خدمات معلومات كومبيوسيرف في الشركة إلى إيه أو إل، مع الاحتفاظ بقسم خدمات شبكة كومبيوسيرف. قامت شركة إيه أو إل ببيع قسم الشبكات الخاص بها، خدمات الشبكة المتقدمة (ANS)، إلى شركة وورلدكوم. وقال سيدجمور في ذلك الوقت إن العالم كان في حالة توازن: المحاسبون كانوا يقومون بدفع الضرائب، وشركة إيه أو إل كانت تقوم بخدمات المعلومات، وشركة وورلدكوم كانت تقوم بالشبكات.
تم تغيير اسم شركة خدمات شبكة كومبيوسيرف التي استحوذت عليها وورلدكوم مؤخرًا إلى وورلدكوم الشبكات المتقدمة، واستمرت في العمل كشركة منفصلة داخل وورلدكوم بعد دمجها مع شركة إيه أو إل التابعة للشبكة، إيه إن إس، وشركة شبكات وورلدكوم الموجودة والتي تسمى جريدنت. في عام 1999، استحوذت شركة وورلدكوم على شركة إم سي آي وأصبحت شركة إم سي آي وورلدكوم، وأصبحت شركة وورلدكوم الشبكات المتقدمة لفترة وجيزة شركة إم سي آي وورلدكوم الشبكات المتقدمة. وفي نهاية المطاف تم دمج شركة إم سي آي وورلدكوم الشبكات المتقدمة في يو يو إن إي تي. وبعد فترة وجيزة، بدأت شركة وورلدكوم في الانزلاق إلى الإفلاس، ثم عادت للظهور تحت اسم إم سي آي.
تم تغيير كومبيوسيرف إلى الإصدار «كومبيوسيرف 7.0» في عام 2001. في سبتمبر 2003، أضافت خدمة المعلومات كومبيوسيرف، والتي أصبحت قسمًا من إيه أو إل، كومبيوسيرف الأساسية إلى خطوط منتجاتها، وبيعت عبر Netscape.com.

### 2006–الآن
في عام 2006، بِيعَت شركة إم سي آي إلى شركة فيريزون. ونتيجةً لذلك، أصبحت الشركة، التي كانت تُعنى سابقًا بقطاع الشبكات ضمن كومبيوسيرف، جزءًا من شركة فيريزون للأعمال.[بحاجة لمصدر]
في يناير 2007، أرسلت شركة كومبيوسيرف رسائل بريد إلكتروني إلى أعضائها تفيد بعدم دعم نظام التشغيل ويندوز فيستا، واقترحت التبديل إلى الخدمة التي تحمل العلامة التجارية إيه أو إل. ومع ذلك، كما هو الحال مع العديد من البرامج القديمة، يمكن لبرنامج عميل كومبيوسيرف العمل مع ويندوز Vista في وضع التوافق ‏.[بحاجة لمصدر]
أثناء تقسيم شركة كومبيوسيرف إلى شركتيها الرئيسيتين، خدمات معلومات كومبيوسيرف وخدمات شبكات كومبيوسيرف، رغبت كل من وورلدكوم وإيه أو إل في الاستفادة من اسم كومبيوسيرف والعلامات التجارية الخاصة بها. وبالتالي، تم تشكيل شركة قابضة مملوكة بشكل مشترك لغرض وحيد هو امتلاك حقوق العلامات التجارية المختلفة وبراءات الاختراع وغيرها من حقوق الملكية الفكرية، وترخيص تلك الملكية الفكرية دون أي تكلفة لكل من وورلدكوم (فيريزون الآن) وإيه أو إل.[بحاجة لمصدر]
كانت شركة سي آي إس آنذاك هي المزود القيم للسوق لعدة ملايين من العملاء، كجزء من مجموعة منتجات الويب إيه أو إل. استخدمت الإصدارات الأمريكية الحديثة من برنامج عميل كومبيوسيرف — وهو متصفح ويب محسّن بشكل أساسي — محرك تخطيط جيكو (الذي تم تطويره لشركة موزيلا) ضمن مشتق من عميل إيه أو إل واستخدام شبكة الاتصال الهاتفي الخاصة بإيه أو إل. ظلت خدمة كومبيوسيرف السابقة، والتي تمت إعادة تسميتها بـ«كومبيوسيرف كلاسيك»، متاحة في الولايات المتحدة وكذلك في بلدان أخرى حيث لم يتم تقديم كومبيوسيرف 2000.[بحاجة لمصدر]
أعلنت شركة كومبيوسيرف في 15 أبريل 2009 أن شركة كومبيوسيرف كلاسيك "لن تعمل بعد الآن كمزود خدمة إنترنت" وستنتهي في 30 يونيو 2009. تم إيقاف جميع خدمات كومبيوسيرف كلاسيك، بما في ذلك صفحات OurWorld على الويب، اعتبارًا من ذلك التاريخ. سيتمكن مستخدمو البريد الإلكتروني كومبيوسيرف كلاسيك من الاستمرار في استخدام عناوين البريد الإلكتروني كومبيوسيرف الخاصة بهم عبر نظام البريد الإلكتروني الجديد.
في عام 2015، عندما استحوذت شركة فيريزون على إيه أو إل، أصبحت جميع الممتلكات الأصلية لشركة كومبيوسيرف جزءًا من فيريزون.[بحاجة لمصدر]
أعلنت شركة كومبيوسيرف في نوفمبر 2017 أن منتديات كومبيوسيرف سيتم إغلاقها في 15 ديسمبر 2017.
في عام 2015، عندما استحوذت شركة فيريزون على إيه أو إل، أصبحت جميع الممتلكات الأصلية لشركة كومبيوسيرف جزءًا من فيريزون.[بحاجة لمصدر]
اعتبارًا من 2024، يقدم موقع كومبيوسيرف.com نسخة معدلة من بوابة الويب الخاصة بخدمة الإنترنت نتسكيب.

## العمليات الدولية
قبل الاستخدام الواسع النطاق للإنترنت والشبكة العالمية، تم تطوير أول خدمة تسوق عبر الإنترنت للعلامات التجارية الكبرى الوطنية في المملكة المتحدة بواسطة شركة كومبيوسيرف/سي آي إس التابعة للمملكة المتحدة كجزء من نظامها المغلق الخاص بمجموعة خدمات المستهلك. بدأ أندرو جراي عمليات شركة كومبيوسيرف UK باعتبارها الفرع الأوروبي للشركة الأمريكية في أواخر الثمانينيات، ثم أصبح فيما بعد المدير العام للشركة في أوروبا، بينما كان ديفيد جيلروي مدير خدمات العملاء في كومبيوسيرف في المملكة المتحدة. استمرت الخدمة في النمو وعرضت المساعدة الفنية التي أدارتها سوزان غوتييه والمبيعات التي أدارها كولن كامبل.
تم اقتراح الخدمة من قبل بول ستانفيلد، وهو مستشار مستقل في التجارة الإلكترونية بين الشركات والمستهلكين، إلى مارتن تيرنر، مدير تسويق المنتجات في سي آي إس المملكة المتحدة، في أغسطس 1994. ووافق تيرنر وبدأ المشروع في سبتمبر/أيلول بإجراء أبحاث سريعة حول السوق وتطوير المنتجات وبيع المساحات عبر الإنترنت لشركات البيع بالتجزئة والكتالوجات الكبرى في المملكة المتحدة. وشملت هذه الشركات دبليو إيتش سميث، وتيسكو، فيرجين / أور برايس ‏، ومتاجر يونيفرسال الكبرى / غوس، وإنترفلورا، وديكسونز ريتيل ‏، وباست تايمز، وبي سي وورلد [الإنجليزية] والابتكارات.
بدأت الخدمة يوم الخميس 27 أبريل 1995، بشراء بول ستانفيلد كتابًا من متجر دبليو إتش سميث. وكان هذا تكرارًا للاختبار الرسمي الأول للخدمة في 9 فبراير 1995، والذي تضمن الدفع الآمن والوفاء اللاحق بالطلب عن طريق تسليم البريد الملكي. تعتقد مجموعة الوسائط التفاعلية في البيع بالتجزئة (IMRG)، وهي جمعية الصناعة البريطانية لتجارة التجزئة الإلكترونية، أن أول معاملة آمنة عبر الإنترنت لخدمة التسوق الوطنية في المملكة المتحدة كانت شراء كتاب دبليو إتش سميث من منشأة كومبيوسيرف.
كان لدى ما يقرب من مليون عميل في المملكة المتحدة إمكانية الوصول إلى المتاجر في ذلك الوقت، وكان هذا أول تعرض كبير لتجار التجزئة البريطانيين لهذه الوسيلة. وانضمت متاجر أخرى إلى الخدمة بعد فترة وجيزة، بما في ذلك نبيذ سينسبري وسيارات جاغوار (السلع ذات العلامة التجارية الخاصة بأسلوب الحياة). لقد قامت شركة كومبيوسيرف UK بتكليف الكاتبة سو سكوفيلد بإنتاج حزمة "تجزئة" تتضمن كتاب كومبيوسيرف الجديد في المملكة المتحدة وقرص مضغوط مجاني يحتوي على برنامج سي آي إس للوصول إلى الخدمة.
كانت شركة كومبيوسيرف، بنظام شبكتها الخاصة المغلقة، بطيئة في الاستجابة للتطور السريع لشبكة الويب العالمية المفتوحة، ولم يمض وقت طويل قبل أن تبدأ شركات التجزئة الكبرى في المملكة المتحدة في تطوير مواقعها الإلكترونية الخاصة بشكل مستقل عن كومبيوسيرف.
في ألمانيا، تم تقديم كومبيوسيرف 2000 في عام 1999 وتم سحبه في عام 2001 بسبب فشل السوق، ولكن خدمة كومبيوسيرف كلاسيك ظلت موجودة لفترة من الوقت. قدمت شركة كومبيوسيرف ألمانيا منتجاتها الخاصة للاتصال بالإنترنت عبر الهاتف ودي إس إل، بالإضافة إلى برنامج العميل الخاص بها (المسمى كومبيوسيرف 4.5 لايت).[بحاجة لمصدر]
في يوليو 2007، أعلنت شركة كومبيوسيرف باسيفيك عن توقفها اعتبارًا من 31 أغسطس 2007. في سبتمبر 2007، أُعلن أن شركة كومبيوسيرف فرنسا ستنهي عملياتها في 30 نوفمبر 2007. في منطقة المحيط الهادئ (أستراليا ونيوزيلندا وما إلى ذلك) قامت شركة فوجيتسو أستراليا بتشغيل امتياز كومبيوسيرف باسيفيك. في يوليو 2008، أبلغت شركة كومبيوسيرف ألمانيا عملائها أنها ستنهي عملياتها في 31 يوليو 2008. ولن تتأثر الخدمة القديمة "كومبيوسيرف كلاسيك" بهذا القرار.[بحاجة لمصدر]

## الملاحظات
1. ↑  أقدم الإعلانات تظهر الاسم بالأحرف الكبيرة في البداية.
2. ↑  في عام 1989، قامت شركة CompuServe بشراء ذا سورس وتفكيكها.
3. ↑  بلغت رسوم الرسالة الواحدة للبريد الإلكتروني من خارج CompuServe 15 سنتًا، حتى في حالة البريد العشوائي.[2]
4. ↑  يشار إليها أحيانًا باسم تابسيس
5. ↑  65 دولارًا[38]
6. ↑  كان في السابق منتجًا لشركة بورلاند

## وصلات خارجية
- الموقع الرسمي
- تاريخ شركة كومبيوسيرف للخدمات التفاعلية
- مقابلة مع مؤسس شركة كومبيوسيرف، جيف ويلكنز
- نبذة تاريخية عن الحوسبة 36 بت في كومبيوسيرف بقلم ساندي تريفور
- ملف ريدمي الخاص بتابسيس